# Lonchura striata domestica
Il passero del Giappone (Lonchura striata domestica Vieillot, 1817) è una varietà di passeriforme
selezionata in allevamento, derivata dalla Lonchura striata ed appartenente alla famiglia degli estrildidi.
Come intuibile dal nome, questi uccelli sono stati selezionati in Giappone nel corso del XVIII secolo a partire da esemplari importati dalla Cina, e da lì sono giunti in Europa come uccelli da gabbia nel 1860.
In virtù della facilità con cui si riproduce, il passero del Giappone si è rivelato un buon organismo modello per studi sull'imprinting e sulla struttura del canto.

## Tassonomia

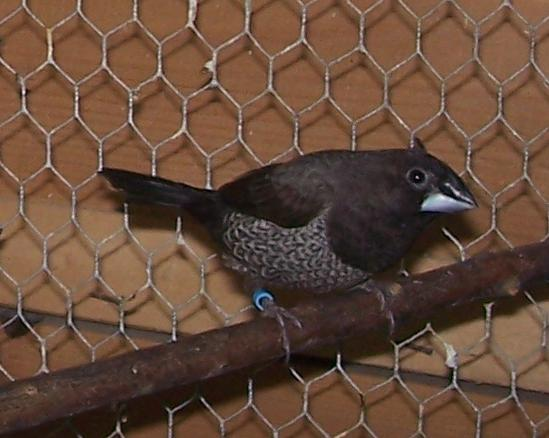
Passero del Giappone nero-grigio.

Lo status tassonomico di questi uccelli rimane oggetto di dibattito: pur essendo la maggior parte degli studiosi concorde nel vedere questo uccello come una forma addomesticata del passero striato, ottenuta in particolare a partire dalle sottospecie cinesi subsquamicollis e swinhoei, c'è disaccordo sul dover considerare i passeri del Giappone come una sottospecie a sé stante (col nome di Lonchura striata domestica), come specie vera e propria (come fatto con molti animali addomesticati, ad esempio il maiale rispetto al cinghiale ed il cane rispetto al lupo) oppure come una semplice varietà selezionata in allevamento. Secondo alcuni, nel processo di addomesticamento del passero del Giappone è intervenuta anche l'ibridazione con altre specie congeneri, come cappuccino tricolore, cappuccino testa bianca e donacola petto castano.

## Descrizione

### Dimensioni
Misura fino a 13 cm, coda compresa.

### Aspetto

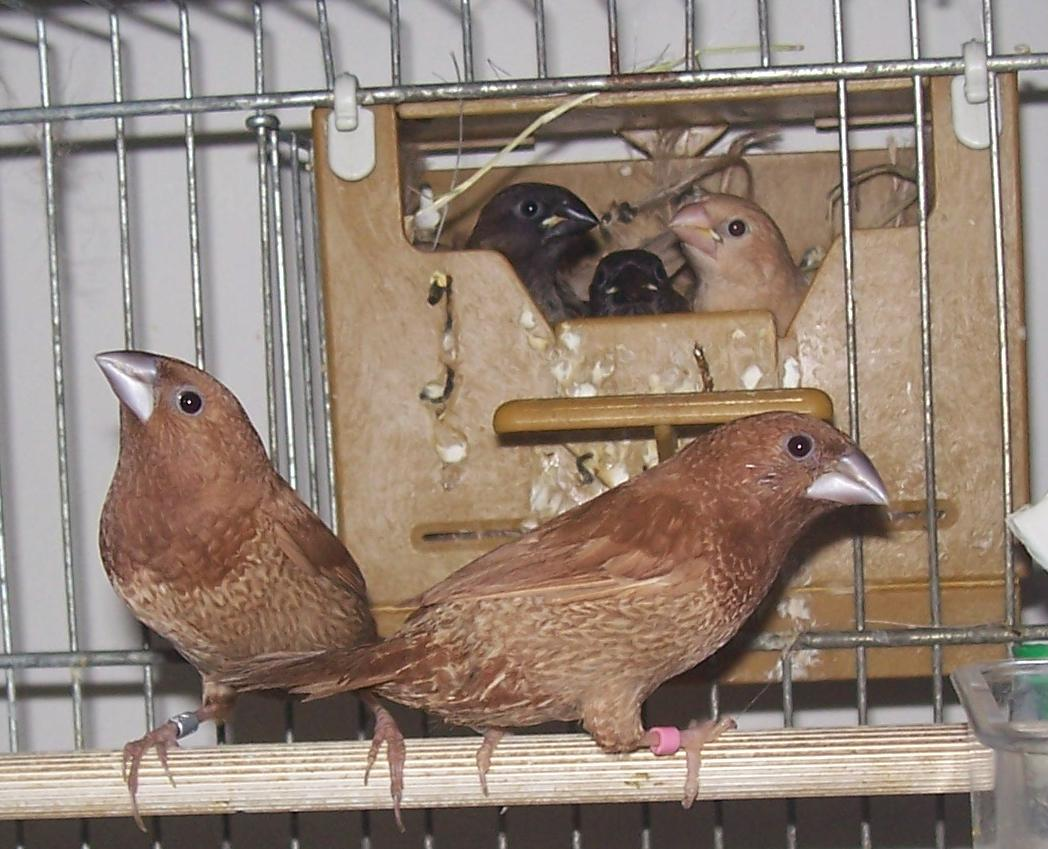
Coppia di passeri del Giappone rosso-bruni davanti al nido.

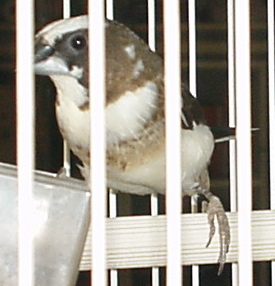
Passero del Giappone pezzato.

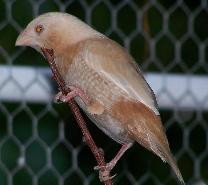
Passero del Giappone crema-ino.

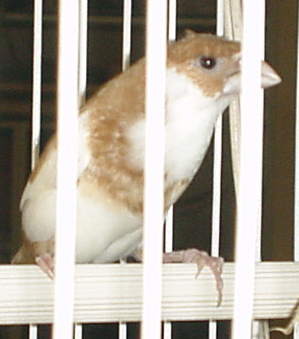
Passero del Giappone pastello ciuffato.

Secondo lo standard, stilato nel 1993 dalla Confederazione Ornitologica Mondiale, il passero del Giappone deve presentare testa, dorso, ali e coda di colore uniforme, con ventre e fianchi chiari con un disegno a scaglie (detto "lisca di pesce") del colore del dorso. La forma "ancestrale" di questo uccello viene generalmente considerata la nero-bruno, caratterizzata da area dorsale di colore bruno-nerastro con tendenza a scurirsi su faccia, ali e coda, mentre il ventre è biancastro con lisca di pesce nera. Sono state però nel tempo selezionate numerose varietà di colore, fra cui:
- Moka-bruno, in cui l'area dorsale si presenta di colore bruno intenso;
- Rosso-bruno, in cui l'area dorsale è di colore bruno-rossiccio, con ventre di color crema;
- Grigio, in cui la colorazione dorsale è grigio-argentea;
- Ino o crema, in cui non c'è espressione della colorazione nera e rossa, mentre l'espressione quella bruna viene dimezzata, dando a seconda del soggetto di partenza colorazioni crema carico, grigio chiaro (detta Grigio-Ino), al bianco candido con occhio rosso, molto simile all'albino;
- Perla: testa, ali e coda si presentano di colore grigio perla, mentre il dorso e il petto sono di color grigio scuro, eventualmente sfumato di bruno, mentre la lisca di pesce è grigia su ventre bianco;
- Pastello, in cui la pigmentazione, quale che essa sia, viene diluita del 50%;
- Bianco, in cui il piumaggio si presenta candido, ma a differenza degli albini e degli Ino l'occhio rimane di colore nero;
- Pezzato, la varietà più antica (se ne ha notizia già nel 1730), caratterizzata da macchie bianche più o meno estese su testa e corpo, che può essere di qualsiasi colore già descritto in precedenza;
- Alichiare, in cui testa e coda si presentano di colore intenso, mentre le ali sono quasi candide;
- Scudato, in cui le uniche parti colorate sono il dorso ed eventualmente la testa;

Sono state selezionate anche delle varietà di forma del piumaggio, come l'arricciato (in cui le penne crescono in maniera arruffata) e la ciuffato (molto apprezzata negli anni trenta e caratterizzata da piume allungate su fronte e vertice).
Quale che sia la varietà di colore o di forma, il passero del Giappone non presenza alcun tipo di dimorfismo sessuale nella livrea.

## Biologia

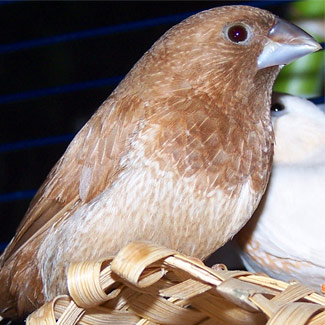
Passero del Giappone in gabbia.

Si tratta di uccelli molto pacifici e socievoli, che vivono in coppie od in gruppi anche molto consistenti, aggregandosi senza problemi ad altre specie di estrildidi. I passeri del Giappone hanno abitudini essenzialmente diurne e passano la maggior parte del giorno alla ricerca di cibo, mentre durante la notte si riuniscono all'interno dei nidi, i quali spesso all'infuori del periodo riproduttivo ospitano più di una coppia ciascuno.

### Alimentazione
Si nutre piccoli semi di Graminacee, come Panico, Miglio e Scagliola; durante il periodo riproduttivo in virtù dell'accresciuto fabbisogno energetico accetta anche cibi come il pastoncino all'uovo ed erbe fresche quali Centocchio, Tarassaco, Borsa del Pastore ed avena decorticata (della quale questi uccelli sono particolarmente ghiotti), oltre a semi immaturi e germinati.

### Riproduzione

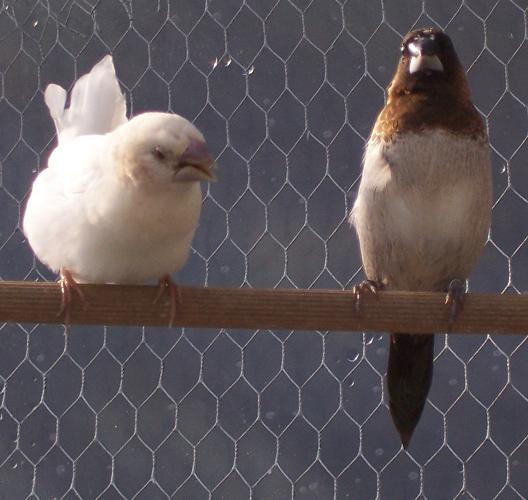
Un maschio ino (a sinistra in foto) corteggia una femmina alichiare.

I passeri del Giappone possono riprodursi durante tutto l'anno. Il maschio corteggia la femmina emettendo un flebile canto fischiato (unica caratteristica distintiva del sesso, in quanto le femmine non cantano) e tenendo le timoniere allargate, muovendosi attorno ad essa secondo traiettorie zigzaganti ed attendendo la sua disponibilità (data accovacciandosi e spostando lateralmente la coda) per accoppiarsi.

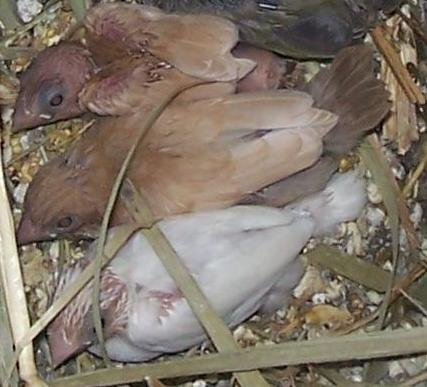
Nido con pulli di due settimane.

Il nido viene costruito da entrambi i sessi in cavità sufficientemente spaziose (come i tipici nidi "a cassettina" o "a pera" per estrildidi), intrecciando rametti e fibre vegetali a formare una struttura sferica con camera di cova centrale. Al suo interno la femmina depone 3-6 uova, che entrambi i partner provvedono a covare (alternandosi durante il giorno e dormendo assieme nel nido durante la notte) per 13-16 giorni, al termine dei quali nascono pulli ciechi ed implumi che vengono imbeccati ed accuditi da entrambi i genitori per circa tre settimane, al termine delle quali sono pronti per l'involo: non è tuttavia raro che i novelli rimangano coi genitori per alcune settimane dopo l'involo, tornando a dormire nel nido durante la notte e chiedendo sporadicamente l'imbeccata ai genitori.
A differenza delle altre specie di estrildidi, che riconoscono i propri pulli in base alle verruche poste ai lati del becco ed alla disposizione delle macchie sul palato (markers), ignorando gli altri, il passero del Giappone imbecca indistintamente tutti i nidiacei che schiudono dalle uova del proprio nido: ciò lo ha reso estremamente popolare come balia per l'allevamento di specie particolarmente pregiate (ad esempio il diamante di Gould o i diamanti del genere Erythrura) o di specie che si riproducono con difficoltà in cattività. Pare inoltre che coppie formate da due maschi allevino meglio rispetto a coppie di femmine o a coppie maschio-femmina.